# Philippe Tesnière
Pour les articles homonymes, voir Tesnière.
Philippe Tesnière, né le 1er février 1955 à Ernée et mort dans la même ville le 7 décembre 1987, est un coureur cycliste français. 

## Biographie
Philippe Tesnière obtient de bons résultats chez les amateurs. Il est notamment vainqueur de Paris-Orléans (1977), de Paris-Beaugency (1977) et du classement des Points Chauds du Tour de l'Avenir (1977).
Il passe professionnel chez Fiat en 1978 et découvre le Tour de France. Il se fait remarquer en terminant dernier et lanterne rouge de la course (78e). Cette place accroît sa popularité et lui permet de négocier à la hausse des contrats pour disputer les critériums d'après Tour. L'année suivante, il est de nouveau au départ du Tour de France et après la 20e étape, il figure une nouvelle fois à la dernière place du classement. En même temps, il occupe la tête du classement des sprints intermédiaires et son ambition est également de remporter ce classement. Il est à la lutte avec l'Autrichien Gerhard Schönbacher pour la dernière place. La 21e et dernière étape est une épreuve contre-la-montre, où Tesnière choisit de rouler délibérément lentement pour conserver cette dernière place. Le vainqueur du contre-la-montre est Bernard Hinault avec un temps de 1 heure 8 minutes et 53 secondes en 48,8 kilomètres. Tesnière termine en 1 heure 23 minutes et 32 secondes. Il est le plus lent de l'étape, et réalise un temps 20% plus lent que Hinault. Il est déclaré hors délais et se fait éliminer de la course. Son directeur sportif Raphaël Géminiani essaye en vain d'empêcher cette exclusion au motif que Hinault est allé à une allure « déraisonnablement rapide ». Il perd les 8 000 Francs promis au leader des étapes volantes.
En 1979, l'équipe Fiat est dissoute et Tesnière se retrouve sans contrat. Finalement, il a la chance de faire partie de l'équipe des Amis du Tour, créée pour les coureurs sans contrat. Sur le Tour de France 1980, la formation fait équipe avec Boston-Mavic. Son directeur Robert Lauwers promet un contrat à Tesnière s'il réalise quelque chose de spécial durant l'épreuve. Lors de la première étape entre Francfort et Wiesbaden, il se lance dans une échappée de plus de 100 kilomètres. Il est rattrapé, termine dernier de l'étape, mais collecte suffisamment de points pour le classement de la montagne pour en être le leader pendant deux étapes. Lors de la troisième étape, il entre en collision avec un spectateur et doit abandonner la course, tout en obtenant le contrat promis. En 1981, il est 120e et avant-dernier du  Tour de France. Après la dissolution de l'équipe Boston à la fin de l'année 1981, Tesnière met fin à sa carrière professionnelle mais continue à rouler jusqu'en 1985 en tant qu'amateur. Chez les professionnels, il est vainqueur d'une étape du Tour d'Indre-et-Loire en 1981, du classement général des Points Chauds des Quatre Jours de Dunkerque (1978-1979-1980-1981), de ceux du Tour d'Indre-et-Loire (1978-1979), du Midi libre (1980) et deuxième du classement des points chauds du Tour de France (1978).
Après sa carrière professionnelle, il retourne chez les amateurs et continue à gagner des courses : deuxième succès sur Paris-Orléans (1982), victoires sur le Tour de la Manche (1983), le Tour du Pays d'Auge (1983), Nantes-Saint-Nazaire-Nantes (1983) et les Trophées Paul Ricard (1982).
Il meurt en décembre 1987 d'un cancer à l'âge de 32 ans complétant ainsi un tragique hiver avec la mort de Jacques Anquetil et celle de Pascal Jules dans un accident de la route au mois d'octobre. Il est inhumé à Montaudin.

## Palmarès
| - Amateur - 1972-1977 : 75 victoires - 1976 - 2e étape du Circuit de Bretagne-Sud - Tour d'Émeraude - 2e de Paris-Beaugency - 1977 - Paris-Orléans - Paris-Beaugency - 3e étape du Tour d'Armor (contre-la-montre) - 2e du Grand Prix de Fougères - 1981 - 2e étape du Tour d'Indre-et-Loire - 1982 - Paris-Orléans - 2e du Grand Prix de Saint-Hilaire-du-Harcouët - 2e du Grand Prix de Névez - 3e du Tour de la Manche - 3e de Paris-Connerré | - 1983 - 1re étape des Trois Jours de Vendée - Tour de la Manche - Tour du Pays d'Auge - Nantes-Saint-Nazaire-Nantes - 2e de Paris-Briare - 1984 - 2e de Paris-Chauny - 3e de Paris-Lisieux - 3e de Paris-Orléans - 1985 - Grand Prix Gilbert-Bousquet - Grand Prix de Monpazier - Paris-Briare - Paris-L'Aigle - 2e de Paris-Rouen - 2e de Paris-Montargis - 3e de Paris-Orléans - 3e du Circuit des Matignon |  |

## Résultats sur les grands tours

### Tour de France
4 participations
- 1978 : 78e et lanterne rouge
- 1979 : hors délais (21e étape)
- 1980 : abandon (3e étape)
- 1981 : 120e